# Culturama (festival)
Cada año, los habitantes de la isla de Nieves celebran su herencia en el festival Culturama, surgido durante la década de 1970 cuando surgió la preocupación por la desaparición progresiva de las costumbres y tradiciones folklóricas locales. Se celebra anualmente a finales de julio - principios de agosto y muchos habitantes de Nieves que se encuentran en el extranjero aprovechan la ocasión para regresar de vacaciones y reunirse con sus amigos y familias.
El festival es una conmemoración de diversas tradiciones culturales que han caído en desuso. Hay música todas las noches, festivales gastronómicos y conciertos, culminando en un desfile por el centro de la ciudad de Charlestown.
El festival comenzó en el año 1974 y desde entonces se celebra anualmente.